# زنبق کرنر
زنبق کرنر (نام علمی: Iris kerneriana) نام یک گونه از سرده زنبق است.